# 딘 퍼티타
딘 퍼티타(Dean Fertita, 1970년 10월 6일 ~ )는 미국의 록 음악가이다.